# Фучеккьо
Фучеккьо (італ. Fucecchio) — муніципалітет в Італії, у регіоні Тоскана, метрополійне місто Флоренція.
Фучеккьо розташоване на відстані близько 250 км на північний захід від Рима, 37 км на захід від Флоренції.
Населення — 23 731 особа (2014).

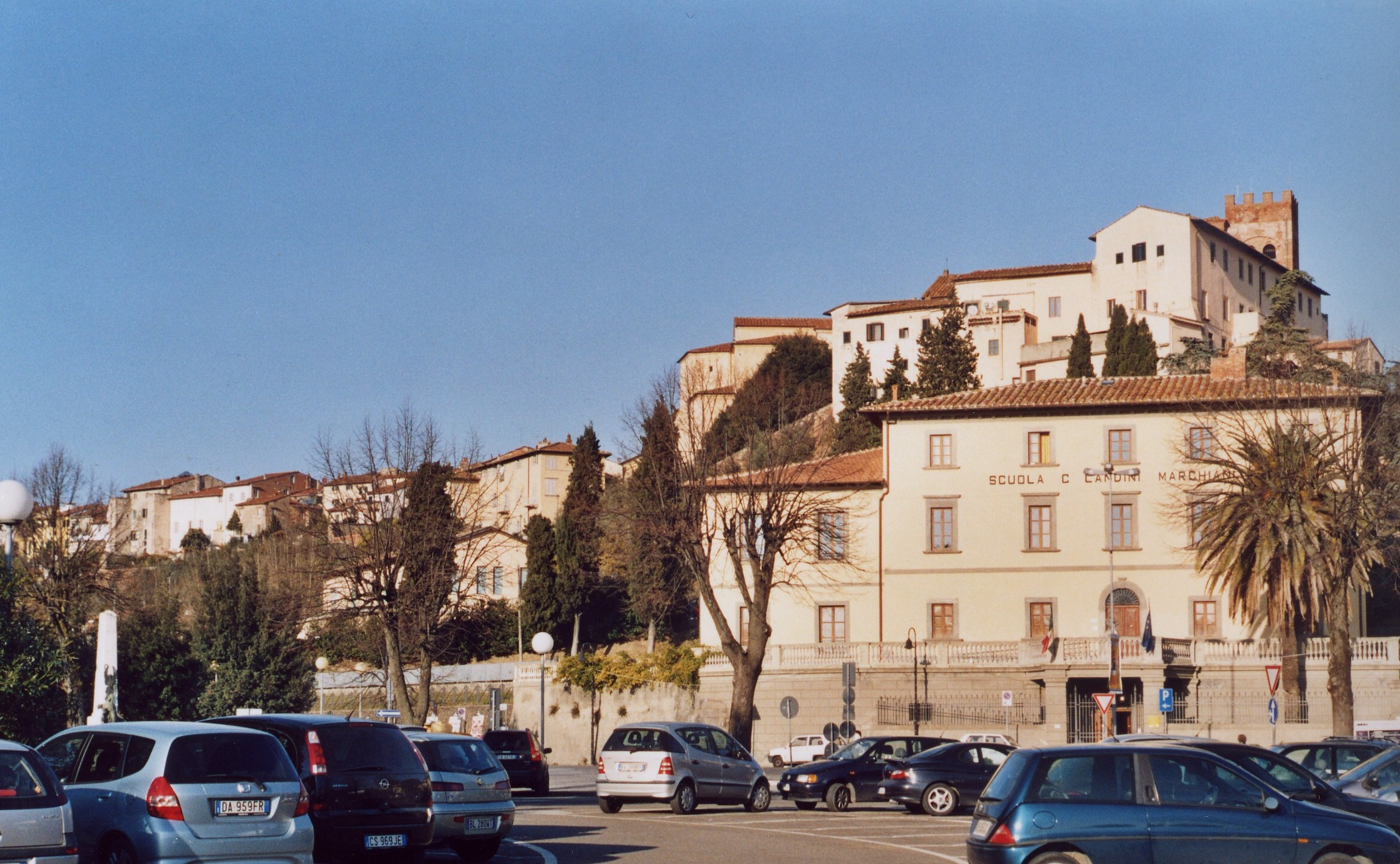

Щорічний фестиваль відбувається 3 жовтня. Покровитель — San Candido.

## Демографія
Населення за роками:

Станом на 1 січня 2023 року в муніципалітеті офіційно проживало 3879 іноземців з 70 країн, серед них 224 громадяни країн Євросоюзу та 43 громадяни України.

## Персоналії
- Індро Монтанеллі (1909—2001) — італійський журналіст та історик.

## Сусідні муніципалітети
- Альтопашіо
- Кастельфранко-ді-Сотто
- Черрето-Гуїді
- К'єзіна-Уццанезе
- Ларчіано
- Понте-Буджанезе
- Сан-Мініато
- Санта-Кроче-сулл'Арно